# منصور (کشتی‌کج‌کار)
منصور (عربی: منصور الشهيل؛ زادهٔ ۲۸ اکتبر ۱۹۹۵) کشتی‌گیر کشتی حرفه‌ای اهل عربستان سعودی است.